# Angelica archangelica
L'angelica (Angelica archangelica L., 1753) è una pianta biennale della famiglia delle Apiacee (o Ombrellifere).

## Descrizione
L'aspetto è quello classico della famiglia delle ombrellifere più note (finocchio, sedano, prezzemolo ecc.)

## Distribuzione e habitat
La specie è presente in Groenlandia, Europa settentrionale e orientale, Asia settentrionale, sino alla Siberia orientale.

## Principi attivi
- Olio essenziale contenente alfa-fellandrene, bisabolene, beta-cariofillene, pinene, linalolo, limonene, borneolo, pentadecanolide e mentadieni. Grazie a questi componenti la pianta ha proprietà espettoranti, amaricanti e toniche del sistema nervoso.
- Cumarine quali l'osthenolo e l'umbelliferone dotate di parziali proprietà estrogene, che la rendono utile nella dismenorrea da insufficienza genitale.
- Furocumarine: angelicina, bergaptene e xantotossina, sono sostanze ad azione fotosensibilizzante. L'angelicina, in più, ha proprietà sedative paragonabili al clordiazepossido (il principio attivo del Librax).

## Usi

### Gastronomia
I gambi sono utilizzati in pasticceria e confetteria come frutta candita.
Le parti tenere possono essere usate come condimento per aromatizzare insalate o minestre.
I semi e i gambi possono venire impiegati nella preparazione di liquori.

### Impiego terapeutico
Viene usata in erboristeria che ne utilizza le radici, le foglie ed i semi, però i maggiori trattati ne limitano l'assunzione e consigliano l'uso dietro consulto medico perché ad alte dosi la pianta è velenosa e fotosensibilizzante e ne vietano l'uso in gravidanza e allattamento.
La radice di angelica è un tonico, e può venire usato contro la stanchezza e l'astenia. L'angelica si rivela inoltre essere un buon stimolante dell'apparato digestivo. È indicata in caso di dolori e spasmi intestinali, dispepsia, gas intestinali.
La somiglianza con le altre Ombrellifere, tra cui la velenosa Cicuta impone una certa attenzione nella raccolta. La Cicuta emana uno sgradevole odore di urina e le foglie sono molto più simili al prezzemolo.

### Profumeria
L'angelica mischiata alla mirra e diluita con alcol puro a 95° si usa per preparare un profumo deodorante.